# Valerie's Garten
Pour les articles homonymes, voir Valérie.
 (août 2016).
Valerie's Garten est un girl group allemand.

## Histoire
Le groupe se fait connaître en 1992 avec Nächstes Mal am Ende der Welt, chanson écrite par Achim Oppermann. Le trio, que l'on compare à Wilson Phillips, fait des prestations à la télévision. Après quelques singles, les membres se séparent car le groupe n'a plus de succès commercial.
Michaela Ahlrichs, la leader, qui avait déjà eu une carrière comme chanteuse du groupe Karrens Key dans les années 1980, commence une carrière solo sous le nom d'Ela. Sous le nom de Michaela, elle participe au concours de sélection de l'Allemagne pour le Concours Eurovision de la chanson 1997. Les deux autres chanteuses, Doris Gellhaus et Stefanie Lügger, forment le duo The Geenies et sortent des chansons pop en anglais ; par ailleurs, Stefanie Lügger travaille après de nombreux projets avec Ralf Bieler ensemble sous le nom de Lillid et produit des chansons en allemand.

## Discographie
Singles
- Sanfte Gefühle (1991)
- Nächstes mal am Ende der Welt (1992)
- Tief im Traum (1992)
- Erdbeer'n zum Kaffee (1992)
- Wenn du willst (1992)
- Piraten der Liebe (1993)
- Irgendwo – Irgendwann (1993)
- Es geht mir gut (1993)
- Einmal sich wiederseh’n (1993)
- Antwort aller Fragen (1994)
- Reich aller Träume (1995)

Albums
- Valerie's Garten (1992)
- Irgendwo-Irgendwann (1993)
- Sanfte Gefühle (1995) (compilation)

## Source de la traduction
- (de) Cet article est partiellement ou en totalité issu de l’article de Wikipédia en allemand intitulé « Valerie’s Garten » (voir la liste des auteurs).